# ホンダ・WR-V
WR-V（ダブリューアール-ブイ）は、本田技研工業が生産・販売するコンパクトサイズのクロスオーバーSUV。

## 初代 GL2型（2017年 - 2022年）
2016年11月9日、サンパウロ国際モーターショーにてWR-V市販予定車が公開された。地域のニーズに合致させるべく、販売地域であるブラジルとインド、それぞれのHonda R&Dで初めて開発された車両である。販売地域に応じて、グレード体系やボディカラー、使用燃料、搭載するエンジン、トランスミッションなどが異なる。
生産拠点も販売地域で分かれており、Honda Automoveis Do Brasil Ltda.の第一工場（ブラジル・サンパウロ州スマレ）とHonda Cars India Ltd.の第二工場（インド・ラジャスタン州タプカラ）の2か所があり、現地生産のかたちをとる。
外観上の特徴はフィットをベースに樹脂製フェンダーやシルバーのスキッドプレート、ルーフレールなどの加飾が施されている点で、SUVの雰囲気をまとっている。また、フィットがベースであるため、2列目シートのチップアップが可能である。ホンダはこれを「マジックシート」と呼称しているが、この名称は日本ではステップワゴンの3列目シート格納機構に対し用いられている。

### 南米仕様
南米ではSUV市場が拡大しており、ホンダはCR-V、HR-Vに続く新たなコンパクトSUVを投入することによってSUVのラインアップ拡充を図った。南米仕様車の大きな特徴はフレックス燃料車であることで、ガソリンとエタノールの2種類の燃料を使用できる。トランスミッションはCVTのみ、グレードは「EX」と「EXL」の2種類。上級グレードのEXLには、電動格納ミラーやカーテンエアバッグ、タッチスクリーンのインパネ、GPSナビ、レザーシートなどが装備される。
2017年3月25日にブラジルにて販売を開始した他、順次販売地域が拡大される計画である。

### インド仕様
南米仕様と異なり、1.2Lガソリンと1.5Lディーゼルの2種類のエンジンが設定される。トランスミッションは5MT（ガソリン車）と6MT（ディーゼル車）の2種類。
グレードは「 S」、「V」、「VX」の3種類で、Vはディーゼルエンジンのみ、S・VXにはガソリン・ディーゼル両方のエンジンが搭載される。Sは他と比べて主に室内装備が省かれる廉価版。VとVXの差異は小さく、レザーステアリングが装着・非装着かの差である。

## 2代目 DG4型（2022年 - ）
2021年11月、「SUV RSコンセプト」が発表。これの市販版となる。
2022年11月2日、インドネシアで世界初公開された。グレードはE、RS、RSホンダセンシングとなる。搭載されるエンジンはL15ZF型のみとなる。安全装備は、最上位グレードにHonda SENSINGが搭載される。12月1日にインドネシア西ジャワ州カラワン県にある工場で生産が開始された。
第44回バンコク国際モーターショー（2023年3月10日）にて、タイでの発売が告知された。
2023年6月12日、ホンダのマレーシア法人が予約受付を開始。

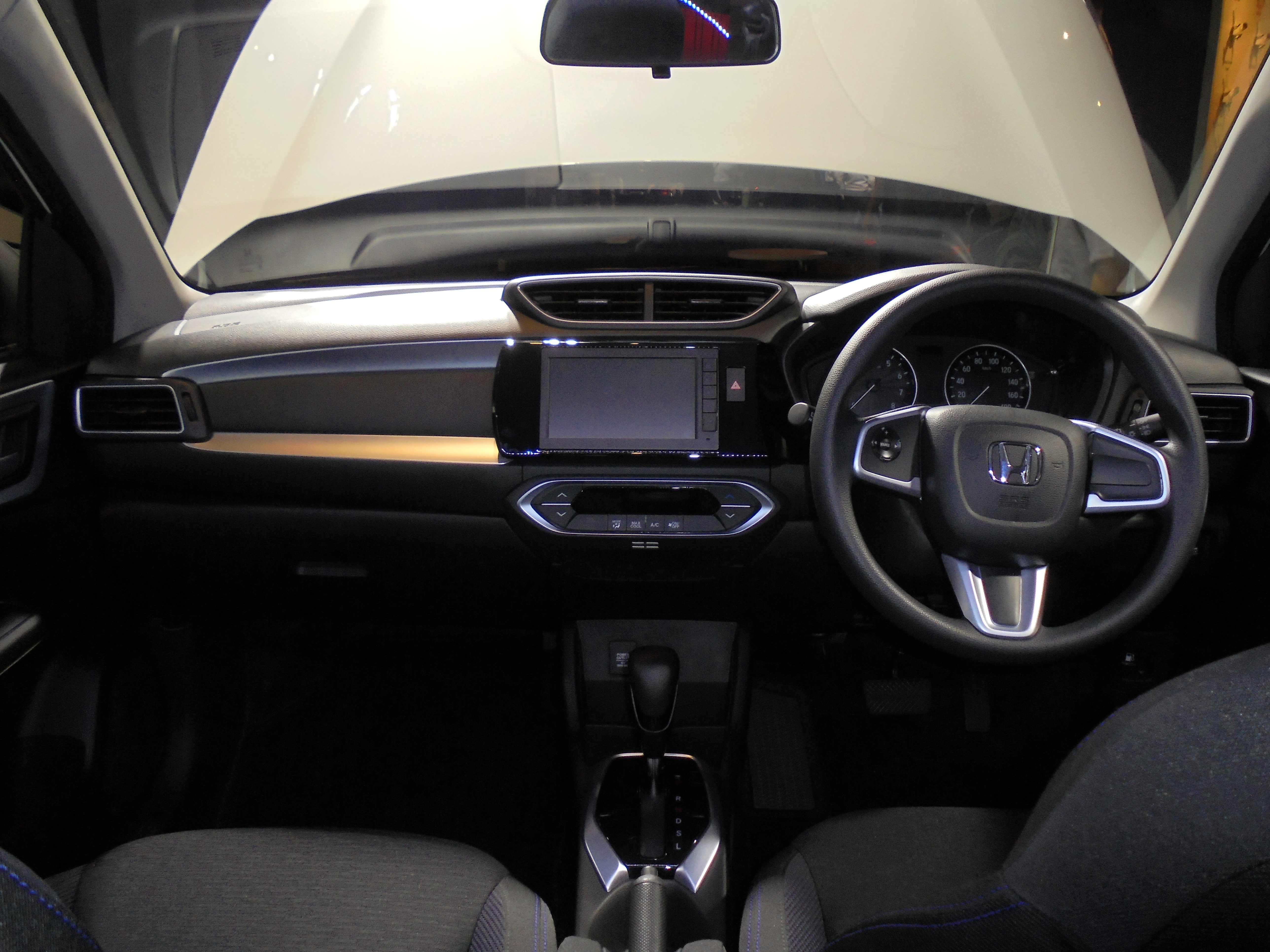
インテリア
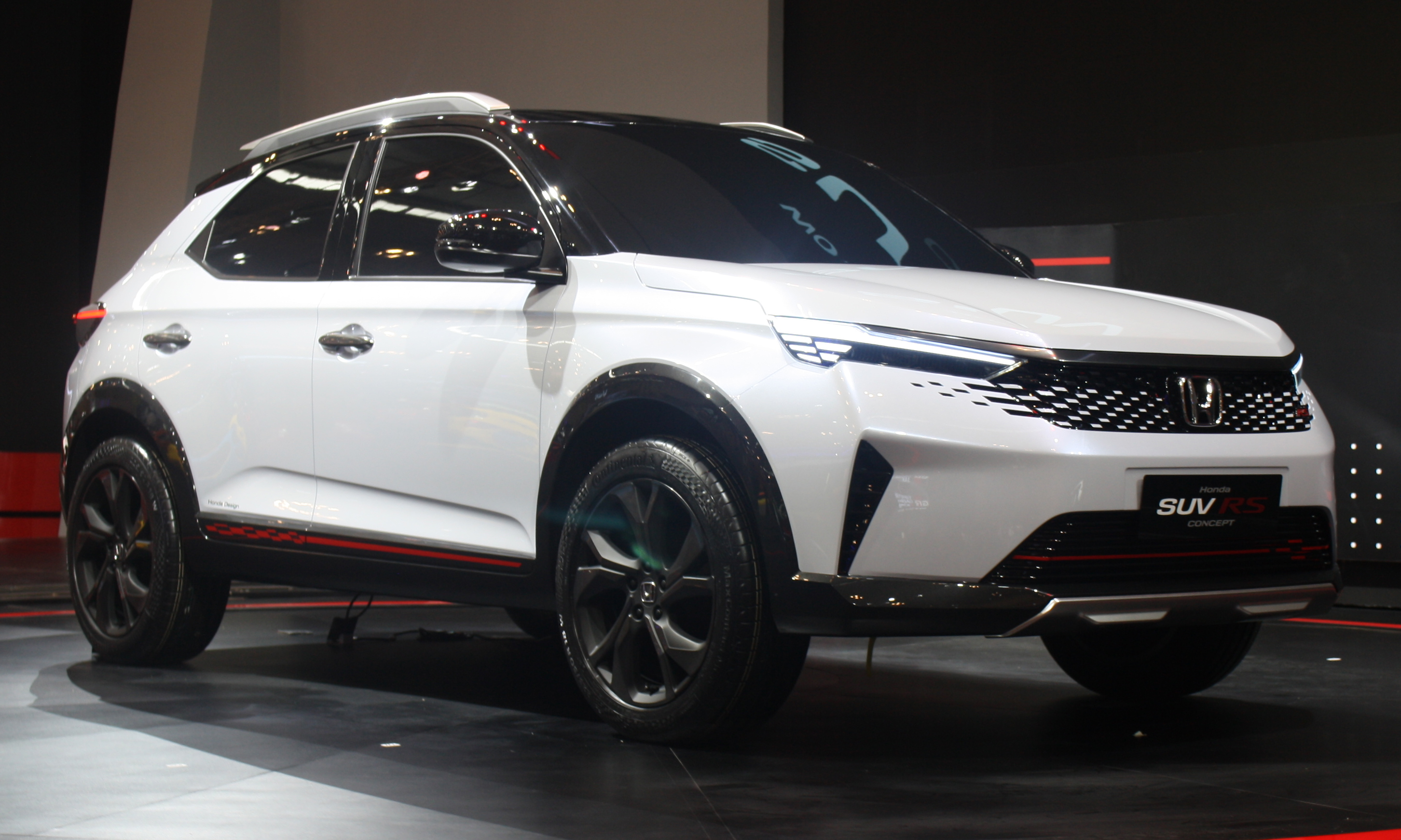
SUV RSコンセプト（フロント）
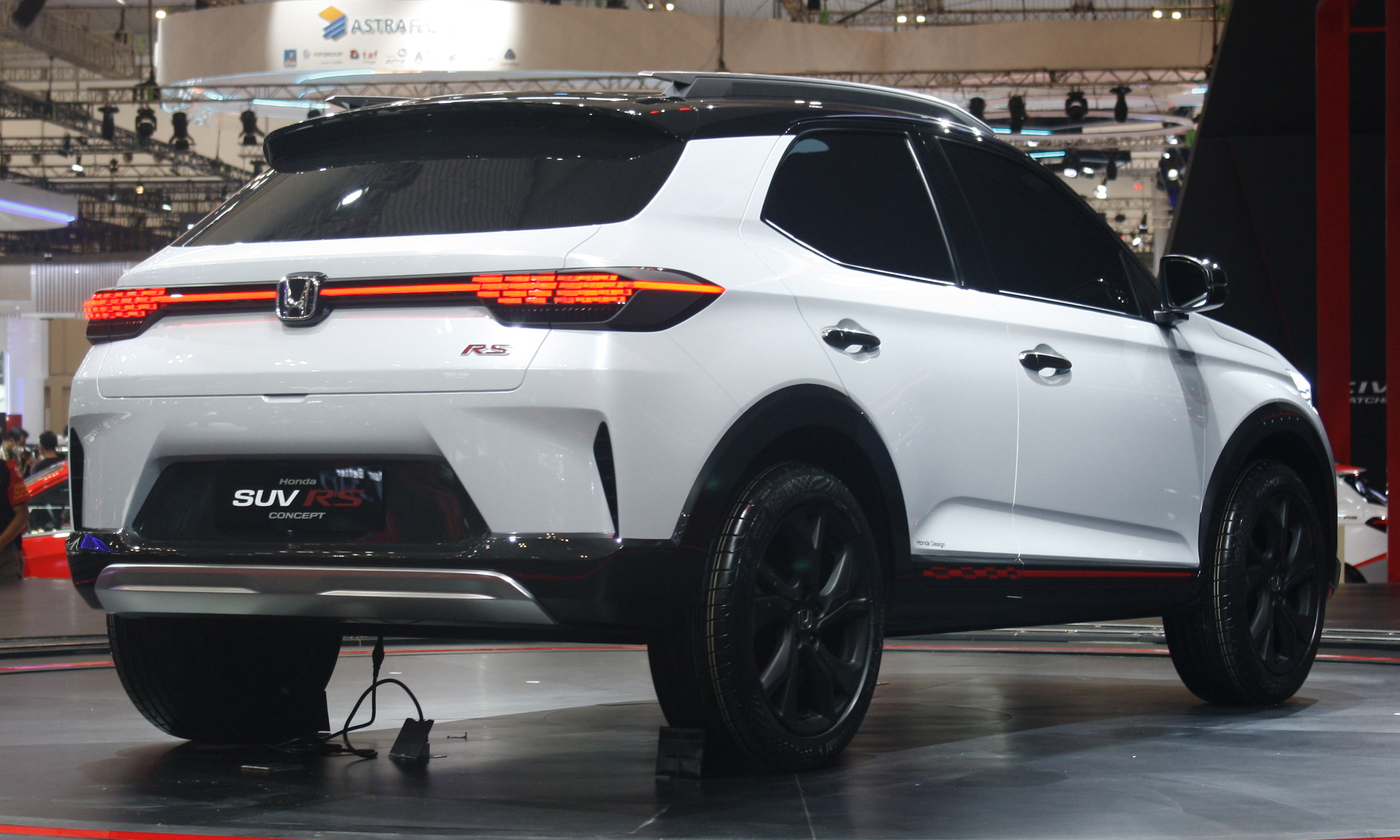
SUV RSコンセプト（リア）

## 2代目日本仕様 DG5型（2024年 - ）
日本市場向けのWR-Vは、同年6月にインドで発表されたエレベイトの日本仕様車となり、全数がインドから輸入される。
2023年11月16日、日本で新型SUV「WR-V」の発表・発売に先駆けて特設サイトを公開した。同年12月21日、日本で正式発表された。2024年3月22日発売。キャッチフレーズは「みんなそろって、最高かよ。」で、CMソングはSUSHIBOYS『Ride』。
タイプ体系は「X」・「Z」・「Z+」の3種類が設定され、1.5LのL15D型を搭載するガソリン・FF仕様のみの設定となる。Honda SENSINGは全車標準装備となっており、フロントワイドビューカメラや前後8つのソナーセンサーを用いたシステムが採用され、急アクセル抑制機能を含む13の機能を備えている。ボディカラーは日本初採用となるイルミナスレッド・メタリックをはじめ、プラチナホワイト・パール、クリスタルブラック・パール、ゴールドブラウン・メタリック、メテオロイドグレー・メタリックの全5色が設定され、クリスタルブラック・パール以外は有料色となる。
2025年3月6日、一部改良並びに特別仕様車「BLACK STYLE」が発表された（3月7日発売、「X」と「Z+」は同年夏ごろの発売予定）。「Z」・「Z+」のインパネ下部にソフトパッドが追加され、「Z+」は内装にブラウンのフルプライムスムースシートを採用。ボディカラーには「Z」・「Z+」専用色のオブシダン・ブルーパールが追加設定された。「BLACK STYLE」は「Z」・「Z+」をベースに外内装のパーツの一部がブラック基調で統一され、「Z+ BLACK STYLE」は「Z」と同じブラックのコンビシートへ変更される。

## 車名の由来
Winsome Runabout Vehicle（ウィンサム ランナバウト ビークル）の頭文字をとった略。